# Hermann-Heinrich Behrend
Hermann-Heinrich Behrend (25 de agosto de 1898 - 19 de junho de 1987) foi um oficial alemão que serviu durante a Segunda Guerra Mundial. Foi condecorado com a Cruz de Cavaleiro da Cruz de Ferro.

## Condecorações
| Cruz de Ferro 2ª Classe                       |
| Cruz de Ferro 1ª Classe                       |
| Folhas de Carvalho nº 148 26 de abril de 1945 |